# Lake Hamilton (Flórida)
Lake Hamilton é uma vila localizada no estado americano da Flórida, no condado de Polk. Foi incorporada em 1925.

## Geografia
De acordo com o United States Census Bureau, a vila tem uma área de 10,6 km², onde 8,1 km² estão cobertos por terra e 2,5 km² por água.

### Localidades na vizinhança
O diagrama seguinte representa as localidades num raio de 16 km ao redor de Lake Hamilton.

## Demografia
Segundo o censo nacional de 2010, a sua população é de 1 231 habitantes e sua densidade populacional é de 151,37 hab/km². Possui 582 residências, que resulta em uma densidade de 71,56 residências/km².